# ルビオ・ルビン
ルビオ・ヨバニ・メンデス・ルビン（Rubio Yovani Méndez Rubín、1996年3月1日 - ）は、アメリカ合衆国・オレゴン州ビーバートン出身のプロサッカー選手。サッカーグアテマラ代表。チャールストン・バッテリー所属。ポジションはFW。

## 経歴

### ユース
地元のオレゴン州ビーバートンのウィットフォード中学校に通っていた。ウェストサイド・メトロズでユースキャリアをスタートさせ、ビーバートン高等学校でプレーした。

### プロキャリア
2014年3月、18歳でオランダ・エールディビジのFCユトレヒトと4年契約を結んだ。同年8月17日、ヴィレムⅡ戦で先発出場し、90分間フル出場、アシストを記録した。

## 代表歴

### アメリカ合衆国代表
グアテマラ、メキシコ、アメリカのいずれかでプレーする資格があったが、2014年9月3日、アメリカ代表に合流した。 同年11月14日、コロンビア戦で代表デビュー。

### グアテマラ代表
2022年6月2日、CONCACAFネーションズリーグでフランス領ギアナ戦でグアテマラ代表デビューを果たした。

## 人物
メキシコ人の父と、グアテマラ人の母の間にアメリカで生まれた。